# Barret Jackman
Barret D. Jackman (* 5. März 1981 in Trail, British Columbia) ist ein ehemaliger kanadischer Eishockeyspieler, der während seiner aktiven Karriere zwischen 1997 und 2016 unter anderem 960 Spiele für die St. Louis Blues und Nashville Predators in der National Hockey League auf der Position des Verteidigers bestritten hat. Seine größten Erfolge feierte Jackman mit dem Gewinn des Weltmeistertitels bei der Weltmeisterschaft 2007 und der Auszeichnung mit der Calder Memorial Trophy als bester Rookie der National Hockey League im Jahr 2003.

## Karriere

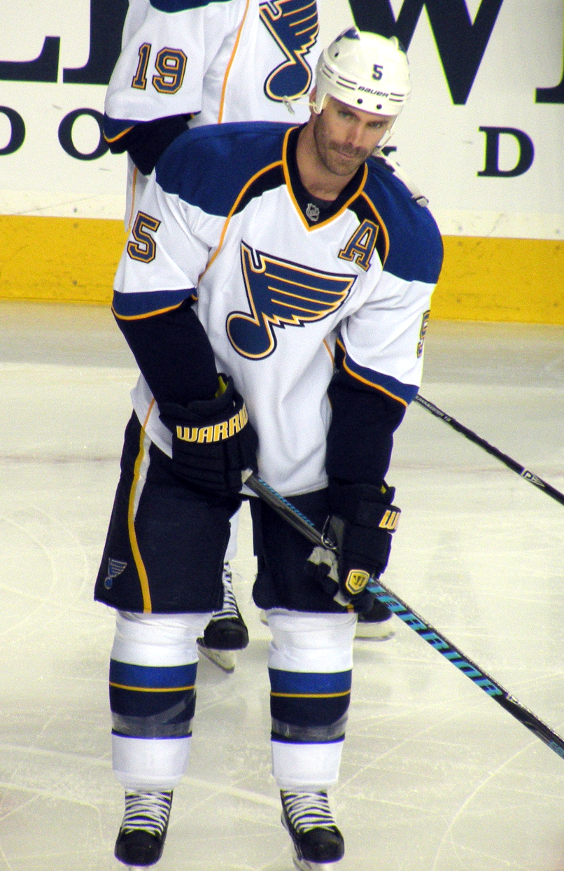
Jackman im Trikot der St. Louis Blues

Jackman spielte während seiner Juniorenzeit zwischen 1997 und 2001 für die Regina Pats in der Western Hockey League. Dort wurde er als jüngster Spieler in der Geschichte des Teams zum Kapitän ernannt. Im NHL Entry Draft 1999 holten sich die St. Louis Blues den Verteidiger mit Führungsqualitäten in der ersten Runde als 17. Er blieb noch zwei Jahre in Regina. In dieser Zeit spielte er auch zweimal mit Kanada bei der Junioren-WM und die Blues holten ihn für zwei AHL-Playoff-Spiele zu den Worcester IceCats.
Die Blues überstürzten nichts und ließen ihn in der Saison 2001/02 beim Farmteam in Worcester spielen. Nur für ein Spiel holten sie ihn in die NHL. Zur Saison 2002/03 stellten sie ihn in ihrer Verteidigung neben Routinier Al MacInnis. Während MacInnis die offensiven Aufgaben übernahm, spielte Jackman den defensiven Part und verschaffte sich auch mit seinen 190 Strafminuten Respekt bei seinen Gegenspielern. Trotz namhafter Konkurrenz von Henrik Zetterberg und Rick Nash entschied man sich bei der Wahl zur Calder Memorial Trophy für Jackman, der nur 19 Scorerpunkte erzielt hatte. Eine Schulterverletzung warf ihn in der Saison 2003/04 zurück und er konnte nur 15 Spiele bestreiten.
Die Streiksaison 2004/05 verbrachte er bei den Missouri River Otters in der United Hockey League. Danach kehrte er wieder nach St. Louis zurück und ist seitdem beinahe durchgehend Stammspieler bei den Blues. Nach der Saison 2014/15 gaben die St. Louis Blues bekannt, seinen auslaufenden Vertrag nicht verlängern zu wollen. Somit verließ Jackman die Blues mit 803 absolvierten Spielen, den zweitmeisten in der Geschichte des Franchise (nach Bernie Federko), und war auf der Suche nach einem neuen Arbeitgeber. Diesen fand er wenige Tage später in den Nashville Predators, bei denen er einen Zweijahresvertrag unterzeichnete. Nach nur einem Jahr wurde ihm jedoch sein verbleibendes Vertragsjahr von den Predators ausbezahlt (buy-out). Im Oktober 2016 gab Jackman schließlich das Ende seiner aktiven Karriere bekannt.
Im Juni 2017 gaben die St. Louis Blues bekannt, dass Jackman in ihre Organisation zurückkehrt und fortan als Trainer im Bereich der Spielerentwicklung (development coach) tätig ist.

### International
Jackman vertrat sein Heimatland im Juniorenbereich bei den U20-Junioren-Weltmeisterschaften 2000 und 2001, wo er jeweils die Bronzemedaille gewann. Für die Herren-Auswahl nahm der Verteidiger an der Weltmeisterschaft 2007 in Russland teil. Dort gewann er nach einem 4:2-Finalsieg über Finnland die Goldmedaille.

## Erfolge und Auszeichnungen
| - 2000 Teilnahme am CHL Top Prospects Game - 2000 WHL East Second All-Star-Team - 2002 AHL All-Rookie Team | - 2003 Teilnahme am NHL YoungStars Game - 2003 NHL All-Rookie Team - 2003 Calder Memorial Trophy |

### International
- 2000 Bronzemedaille bei der U20-Junioren-Weltmeisterschaft
- 2001 Bronzemedaille bei der U20-Junioren-Weltmeisterschaft
- 2007 Goldmedaille bei der Weltmeisterschaft

## Karrierestatistik

### International
Vertrat Kanada bei:
- U20-Junioren-Weltmeisterschaft 2000
- U20-Junioren-Weltmeisterschaft 2001
- Weltmeisterschaft 2007

(Legende zur Spielerstatistik: Sp oder GP = absolvierte Spiele; T oder G = erzielte Tore; V oder A = erzielte Assists; Pkt oder Pts = erzielte Scorerpunkte; SM oder PIM = erhaltene Strafminuten; +/− = Plus/Minus-Bilanz; PP = erzielte Überzahltore; SH = erzielte Unterzahltore; GW = erzielte Siegtore; 1 Play-downs/Relegation; Kursiv: Statistik nicht vollständig)